# Gmina Wayne (hrabstwo Warren)
Gmina Wayne (ang. Wayne Township) – gmina w Stanach Zjednoczonych, w stanie Ohio, w hrabstwie Warren. W 2020 roku liczyła 8658 mieszkańców.